# 杜瑞聯
杜瑞聯（?—?），字棣雲，一字聚五，號鶴田，山西太谷縣人。清朝政治人物。

## 生平
咸豐二年（1852年）壬子恩科進士。選庶吉士，散館授編修。同治元年（1862年）官浙江道監察御史。同治四年（1865年）出任湖南寶慶府知府。光緒元年（1875年）任四川按察使，升雲南布政使。光緒三年（1877年）升任雲南巡撫。